# Vlag van Grootegast

Tweede vlag van de gemeente Grootegast
(1990-2019)

Eerste vlag van Grootegast
(1978-1990)

De eerste vlag van Grootegast werd bij raadsbesluit op 3 september 1978 vastgesteld als de gemeentelijke vlag van gemeente Grootegast. Na toevoeging van gemeente Oldekerk aan de gemeente Grootegast per 1990 werd op 3 september 1991 een nieuwe gemeentevlag vastgesteld. Deze vlag bleef tot 1 januari 2019 de vlag van de gemeente, op die datum ging de gemeente op in de nieuwe gemeente Westerkwartier.

## Beschrijving
De beschrijving van de eerste vlag zou als volgt kunnen luiden:
Vier banen: wit-rood-groen-wit; het bovenste wit en het rood gekanteeld aaneengesloten, het groen en het onderste wit gegolfd aaneengesloten.
De beschrijving van de tweede vlag luidt als volgt: 
Gevierendeeld, wit en geel, waaroverheen een rood kruis, waarvan de dikte van de armen evenwijdig aan de broeking gelijk is aan ¼ en loodrecht op de broeking van 1/8  van de hoogte van de vlag, terwijl de laatstgenoemde armen elk voorzien zijn van twee kantelen.

## Verklaring
De kleuren rood en groen in de eerste vlag is een verwijzing naar het gebied van de gemeente, waarbij het getal vijf duidt op het aantal dorpen (Grootegast, Lutjegast, Sebaldeburen, Doezum en Opende) in de gemeente voor de toevoeging van Oldekerk per 1990. De golven zijn een herinnering aan de oude waterloop van het Hoendiep.
Er is geen verklaring bekend voor de tweede vlag. De kleuren wit en rood zijn ontleend aan het wapen van Grootegast, evenals de kantelen. De kleur geel komt voor in het wapen en de vlag van Oldekerk. Die vlag had ook een kruis.

## Verwante afbeeldingen

Het wapen van Grootegast
De vlag van Oldekerk

Adorp 
· Aduard 
· Appingedam 
· Bedum 
· Beerta 
· Bellingwedde 
· Bierum 
· De Marne 
· Delfzijl 
· Eemsmond 
· Eenrum 
· Finsterwolde 
· Grootegast 
· Haren 
· Hefshuizen 
· Hoogezand 
· Hoogezand-Sappemeer 
· Hoogkerk 
· Kloosterburen 
· Leek 
· Leens 
· Loppersum 
· Marum 
· Menterwolde 
· Muntendam 
· Nieuwe Pekela 
· Nieuweschans 
· Oldekerk 
· Oosterbroek 
· Oude Pekela 
· Reiderland 
· Sappemeer 
· Scheemda 
· Slochteren 
· Stedum 
· Ten Boer 
· Termunten 
· Uithuizen 
· Uithuizermeeden 
· Ulrum 
· Vlagtwedde 
· Warffum 
· Wildervank 
· Winschoten 
· Winsum 
· Zuidhorn